# Ihosy
Ihosy é uma cidade de Madagascar com 16.990 habitantes. É a capital da região Ihorombe e sede do Distrito de Ihosy.

## Geografia
Ihosy é um centro importante no centro de Madagascar.
A cidade fica no cruzamento das estradas nacionais No. 7 (Tuléar-Fianarantsoa e  No. 13 (Ihosy - Fort-Dauphin, assim como na estrade nacional No.27 de Ihosy a Farafangana).
A cidade tem um aeroporto.

## Historia
A cidade é a capital do povo Bara.

## Turismo
- A caverna de Andranomilitry é situada a 10 km da cidade em direção de Tuléar[2].
- o Parque nacional de Isalo, perto de Ranohira.